# Mesquita, Minas Gerais
Mesquita este un oraș brazilian în Regiunea Metropolitană Vale do Aco, Minas Gerais, Brazilia. Populația sa era în 2009 de 6.641 de locuitori. Suprafața sa este de 24.3 km ².
Orașul se învecinează cu districtele municipale Açucena, Belo Oriente, Coronel Fabriciano, Ipatinga, Joanésia si Santana do Paraíso